# Lotnisko Kołobrzeg-Bagicz
Uzasadnienie: Oba artykuły dotyczą tego samego miejsca, zmienia się jedynie jego funkcja w zależności od pory roku.

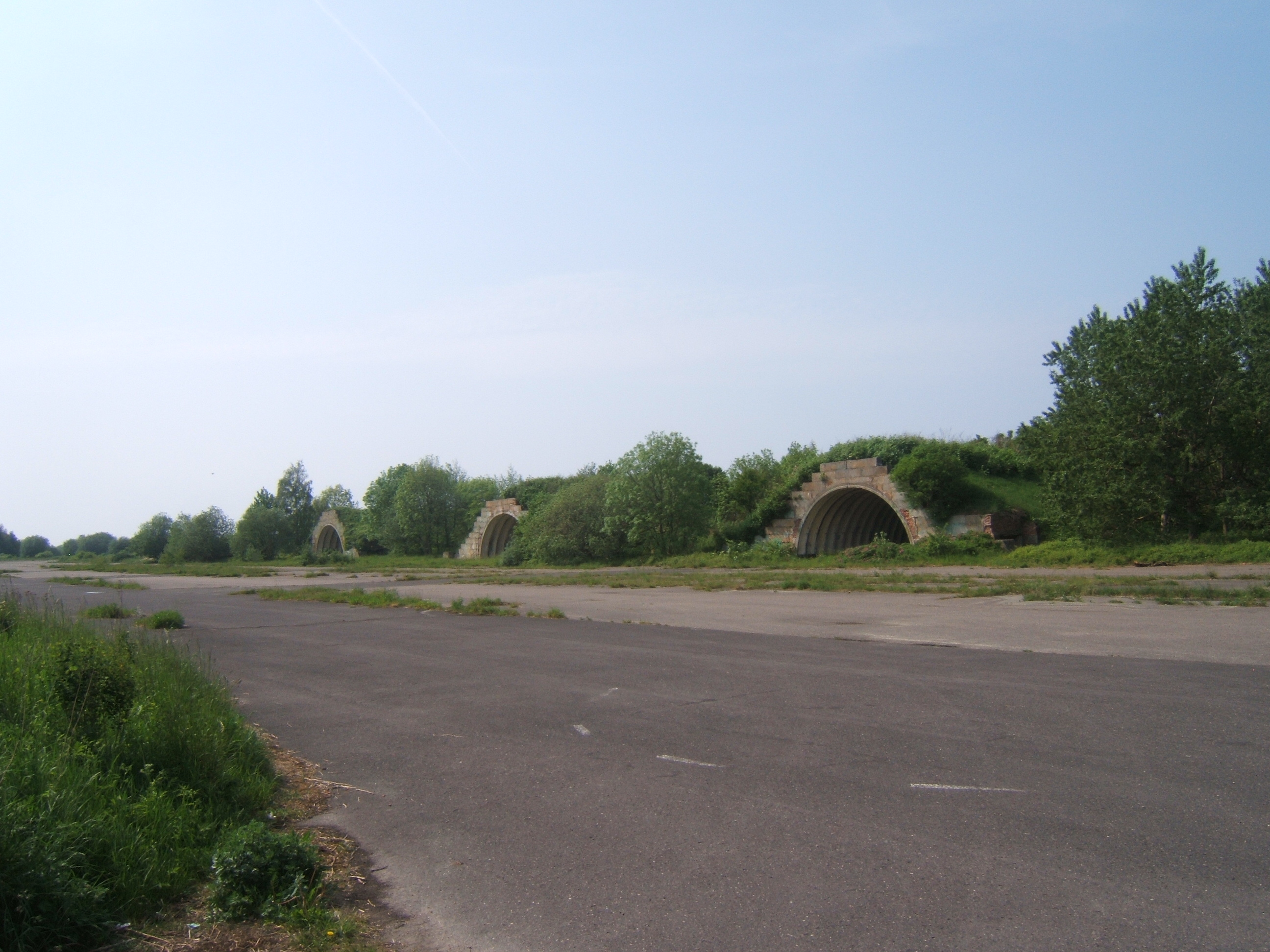
Dawne hangary radzieckich sił powietrznych w Bagiczu (2007)

Lotnisko Kołobrzeg-Bagicz (kod ICAO: EPKG) – cywilne lotnisko powstałe w lipcu 2012 na dawnym lotnisku wojskowym w miejscowości Bagicz w województwie zachodniopomorskim.

## Historia
Lotnisko powstało w latach 1935–1939. Pierwotnie służyło jako baza dla lotnictwa bombowego, najpierw dla samolotów Junkers Ju 87 Stuka, a później dla samolotów bombowych Junkers Ju 86.
We wrześniu 1939 z Bagicza operowały samoloty dokonujące nalotów na Polskę. W czasie II wojny światowej na lotnisku stacjonowały różne jednostki Luftwaffe. Kręcono tutaj także zdjęcia plenerowe do fabularnego filmu propagandowego Kampfgeschwader Lützow (1941). Niemcy ewakuowali lotnisko w marcu 1945 wraz z nadejściem frontu i oblężeniem Kołobrzegu.
Od marca 1945 lotnisko i przylegające do niego osiedle garnizonowe Podczele było w posiadaniu Armii Czerwonej. Stworzono tutaj samowystarczalną, eksterytorialną strefę z własnym szpitalem, szkołą, sklepami, osiedlem mieszkaniowym, w której stacjonowało ok. 2000 żołnierzy. Obszar radzieckiej bazy wojskowej miał powierzchnię 162,48 ha.
Po usankcjonowaniu prawnym pobytu wojsk radzieckich w Polsce w 1956 przedwojenne lotnisko w Bagiczu zostało rozbudowane o nowy, znacznie dłuższy od dotychczasowego pas startowy usytuowany równolegle do brzegu morza. Zbudowano także nową infrastrukturę lotniskową przystosowując ją do obsługi samolotów odrzutowych. Po 1966 na lotnisku rozpoczęto budowę nowoczesnych schronohangarów oraz obiektów na broń masowego rażenia, w których mogły być przechowywane wyrzutnie rakiet SS-1 Scud lub SS-20 Saber. Po przebudowie lotnisko było na tyle duże, że mogło obsługiwać samoloty transportowe Antonow i Iljuszyn oraz bombowce strategiczne.
Na obrzeżach lotniska od strony drogi krajowej DK11 wzniesiono również dużą bazę paliwową z własną bocznicą kolejową, rozbudowane systemy radarowe i łączności. Wokół Bagicza do początku lat 90. XX wieku stacjonowały także baterie obrony przeciwlotniczej. Jedna z nich, z systemem rakiet Newa ulokowana była we wsi Łasin Koszaliński.
Od 1965 w Bagiczu stacjonowały samoloty odrzutowe. Pierwotnie były to myśliwce MiG-21, a od 1973 również myśliwce MiG-23.
Po głośnym wypadku samolotu MiG-23, jaki wydarzył się 4 lipca 1989, 871 Sewastopolski Pułk Myśliwsko-Szturmowy został karnie przeniesiony na lotnisko w Brzegu. Na miejsce samolotów odrzutowych przebazowano do Bagicza 55 Samodzielny Pułk Śmigłowcowy z Brzegu, uzbrojony w śmigłowce Mi-24 i Mi-8.
Ostatnie śmigłowce wojskowe opuściły Bagicz wraz z ogólnym wycofaniem wojsk radzieckich z Polski w 1991. Ostatni żołnierze rosyjscy wyjechali z Bagicza na wiosnę 1992. Po likwidacji jednostki wojskowej tereny bazy zostały podzielone pomiędzy miasto Kołobrzeg i gminę Ustronie Morskie. Osiedle wojskowe Podczele przekształcono w dzielnicę mieszkaniową Kołobrzegu.
Aktualnie lotnisko, znajduje się w połowie w granicach administracyjnych gminy Ustronie Morskie i w połowie w granicach miasta Kołobrzeg. We wschodniej części dawnej bazy wojskowej działał przez kilka lat Aeroklub Bałtycki, który użytkował kilka hangarów, a także część poradzieckiego betonowego pasa startowego o długości 2500 metrów.
9 września 2012 otwarto podkołobrzeskie lotnisko. Przyjmuje ruch turystyczny i czarterowy samolotów zabierających do 20 osób. Lotnisko jest lotniskiem sezonowym. Planowana jest rozbudowa infrastruktury m.in. o oprzyrządowanie nawigacyjne i stworzenie możliwości tankowania samolotów. Niewykluczone, że okres funkcjonowania lotniska po kolejnych inwestycjach zostanie wydłużony.
W grudniu 2012 na spotkaniu zarządców z kołobrzeskimi władzami rozmawiano na temat działalności lotniska i prac jakie zostaną na nim wykonane. Ustalono, że rozwój lotniska wpłynie na atrakcyjność regionu, poprawę komunikacji i otworzy nowe możliwości turystyczne, jak np. weekendowe biznesowe konferencje czy spotkania.
W sierpniu 2013 został otworzony terminal lotów.
Obecnie loty na podkołobrzeskie lotnisko wykonują prywatne jednostki, tj. Beechcraft 1900, Pilatus, Let L-410 Turbolet czy Antonow-2.